# Návay Tamás-szobor

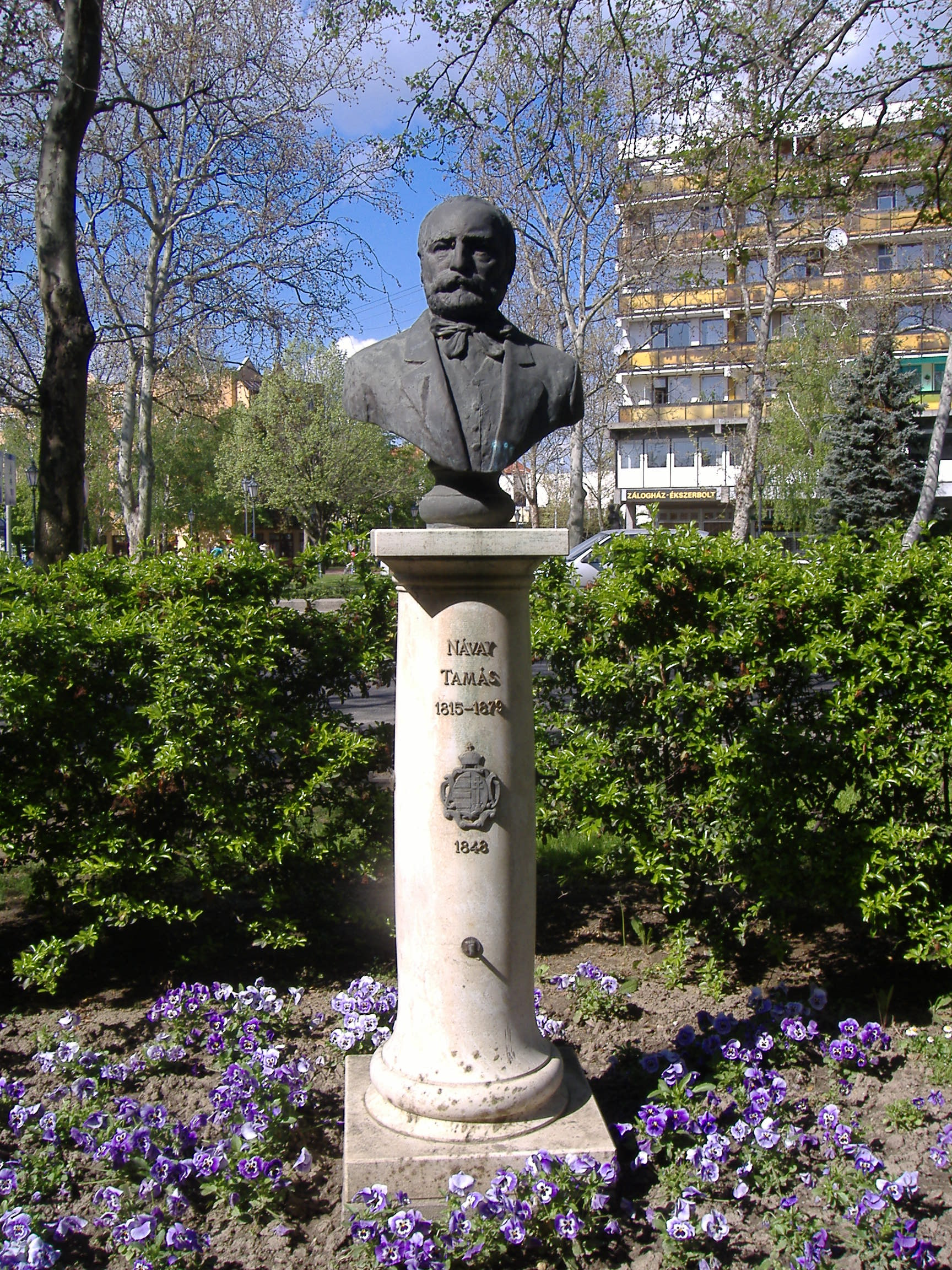
Návay Tamás öntött bronz mellszobra, Lapis András alkotása

Návay Tamás szobra Makón található, a Belvárosban, a Csipkesor előtti szoborparkban. Csanád vármegye főispánját, az 1848–49-es forradalom és szabadságharc nagy alakját Lapis András örökítette meg.
Az alkotást, amely az 1999-2002-es városi szoborkoncepción kívül valósult meg 1998. március 15-én leplezték le. A mellszobor kőoszlopon áll, amelyre a politikus nevén és születési évszámán kívül felkerült a forradalomban használt 1849-es nagycímer is.